# Kelmscot Brook
Der Kelmscot Brook ist ein Wasserlauf in Oxfordshire, England. Er entsteht bei Kelmscott und fließt in östlicher Richtung bis zu seiner Mündung in den Radcot Cut.